# Balak, Syunik
Balak là một đô thị thuộc tỉnh Syunik, Armenia. Dân số ước tính năm 2011 là 201 người.